# Etyek, Fejér
Etyek  este un sat în districtul Bicske, județul Fejér, Ungaria, având o populație de 4.102 locuitori (2011). 

## Demografie
Componența etnică a satului Etyek
     Maghiari (89,56%)
     Germani (5,21%)
     Romi (2,39%)
     Necunoscut (1,04%)
     Alții (1,8%)
Componența confesională a satului Etyek
     Romano-catolici (34,42%)
     Fără religie (20,38%)
     Reformați (11,65%)
     Atei (1,66%)
     Necunoscută (30,23%)
     Alte religii (3,05%)
Conform recensământului din 2011, satul Etyek avea 4.102 locuitori. Din punct de vedere etnic, majoritatea locuitorilor (89,56%) erau maghiari, existând și minorități de germani (5,21%) și romi (2,39%). Apartenența etnică nu este cunoscută în cazul a 1,04% din locuitori. Nu există o religie majoritară, locuitorii fiind romano-catolici (34,42%), persoane fără religie (20,38%), reformați (11,65%) și atei (1,66%). Pentru 30,23% din locuitori nu este cunoscută apartenența confesională.